# غومرن
غمرن (بالألمانية: Gommern) هي بلدة ألمانية تقع في ألمانيا في ساكسونيا أنهالت.  يقدر عدد سكانها بـ 11,399 نسمة .

## المدن التوأمة
مدينة Saint-Jean-de-la-Ruelle هي مدينة توأمة لـغمرن.

## أعلام
- مارتن هوفمان
- أوقست فرانز إسن